# Temporada 2025 de la Copa Clio España
La Temporada 2025 de la Copa Clio España es la segunda temporada del certamen nacional de circuitos con el vehículo Renault Clio V, organizado por V-Line, Driveland y Renault España. Se estrena nueva nomenclatura y se cambian los Pirelli por los Michelin, proveedor habitual de las copas clio, como subministrador oficial de neumáticos del campeonato.

## Escuderías y pilotos
| Escudería              | N.º | Piloto               | Rondas |
| ---------------------- | --- | -------------------- | ------ |
| Chefo Sport            | 1   | Nico Abella          | 1      |
| Chefo Sport            | 71  | Tomás Pregliasco     | 1      |
| J. Rodrigo Mann-Filter | 8   | Joaquín Rodrigo      | 1-3    |
| GPA Racing             | 15  | David Pouget         | 1-3    |
| GPA Racing             | 42  | Mariano Alonso       | 1      |
| GPA Racing             | 55  | Luis Quintana        | 2-3    |
| GPA Racing             | 65  | Gabriel Alonso       | 1      |
| GPA Racing             | 110 | Adrián Agote         | 2      |
| GPA Racing             | 125 | Pablo Rodríguez      | 2-3    |
| Milan Compétition      | 21  | Lydia Sempere        | 1-3    |
| Milan Compétition      | 25  | Nicolas Milan        | 1-3    |
| Milan Compétition      | 38  | Gaël Castelli        | 2      |
| Milan Compétition      | 77  | Jean-Louis Carponcin | 1-3    |
| Milan Compétition      | 93  | Nicolas Milan jr.    | 1-3    |
| GM Sport               | 22  | Rubén Rodríguez      | 2      |
| GM Sport               | 99  | Guillaume Maio       | 1-3    |
| GM Sport               | 88  | Sergio Casalins      | 3      |
| FAS Compétition        | 30  | Dorian Humeau        | 3      |
| Garage 34 Competición  | 34  | Luis Maurice         | 1-3    |
| LR Performance         | 65  | Fabien Julia         | 2      |
| DonCare Racing         | 437 | Quentin Buret        | 2      |

## Calendario
| Ronda | Ronda | Circuito                       | Fecha           | Acompaña a                   |
| ----- | ----- | ------------------------------ | --------------- | ---------------------------- |
| 1     | C1    | Circuito de Navarra            | 9 de marzo      | Eurocup-4 SWC + CER          |
| 1     | C2    | Circuito de Navarra            | 9 de marzo      | Eurocup-4 SWC + CER          |
| 2     | C1    | Motorland Aragón               | 30 de marzo     | Racing Weekend               |
| 2     | C2    | Motorland Aragón               | 30 de marzo     | Racing Weekend               |
| 3     | C1    | Circuito de Navarra            | 4 de mayo       | Racing Weekend               |
| 3     | C2    | Circuito de Navarra            | 4 de mayo       | Racing Weekend               |
| 4     | C1    | Circuito del Jarama            | 25 de octubre   | Campeonato RACE de Velocidad |
| 4     | C2    | Circuito del Jarama            | 25 de octubre   | Campeonato RACE de Velocidad |
| 5     | C1    | Circuito de Barcelona-Cataluña | 16 de noviembre | Racing Weekend               |
| 5     | C2    | Circuito de Barcelona-Cataluña | 16 de noviembre | Racing Weekend               |

## Resultados
Sistema de puntuación
| Posición | 1  | 2  | 3  | 4  | 5  | 6  | 7  | 8  | 9  | 10 | 11 | 12 | 13 | 14 | 15 | 16 | 17 | 18 | 19 | 20 |
| -------- | -- | -- | -- | -- | -- | -- | -- | -- | -- | -- | -- | -- | -- | -- | -- | -- | -- | -- | -- | -- |
| Puntos   | 50 | 42 | 36 | 33 | 30 | 27 | 24 | 22 | 20 | 18 | 16 | 14 | 12 | 10 | 8  | 6  | 4  | 3  | 2  | 1  |

Se descartan los dos peores resultados.
Resultados
| Pos | Piloto               | NAV | NAV | MOT | MOT | NAV | NAV | JAR | JAR | CAT | CAT | Retención | Puntos |
| --- | -------------------- | --- | --- | --- | --- | --- | --- | --- | --- | --- | --- | --------- | ------ |
| 1   | David Pouget         | 1   | 1   | 1   | 1   | 1   | 1   |     |     |     |     |           | 300    |
| 2   | Guillaume Maio       | 3   | 3   | 4   | 4   | 3   | 2   |     |     |     |     |           | 216    |
| 3   | Nicolas Milan        | 2   | 2   | 3   | 3   | 6   | 7   |     |     |     |     |           | 207    |
| 4   | Nicolas Milan Jr.    | 5   | Ret | 2   | 6   | 2   | 3   |     |     |     |     |           | 177    |
| 5   | Joaquín Rodrigo      | 12  | 7   | 12  | 10  | 8   | 11  |     |     |     |     |           | 108    |
| 6   | Luis Quintana        |     |     | 6   | 5   | 10  | 5   |     |     |     |     |           | 105    |
| 7   | Luis Maurice         | 10  | 5   | Ret | DNS | 7   | 6   |     |     |     |     |           | 99     |
| 8   | Lydia Sempere        | 9   | Ret | Ret | 8   | 5   | 9   |     |     |     |     |           | 92     |
| 9   | Jean Louis Carponcin | 8   | 6   | WD  | WD  | 11  | 10  |     |     |     |     |           | 83     |
| 10  | Gaël Castelli        |     |     | 5   | 2   |     |     |     |     |     |     |           | 72     |
| 11  | Sergio Casalins      |     |     |     |     | 4   | 4   |     |     |     |     |           | 66     |
| 12  | Mariano Alonso       | 7   | 4   |     |     |     |     |     |     |     |     |           | 57     |
| 13  | Tomás Pregliasco     | 6   | 9   |     |     |     |     |     |     |     |     |           | 47     |
| 14  | Fabien Julia         |     |     | 9   | 7   |     |     |     |     |     |     |           | 44     |
| 15  | Pablo Rodríguez      |     |     | 10  | 13  | 12  | Ret |     |     |     |     |           | 44     |
| 16  | Rubén Rodríguez      |     |     | 8   | 9   |     |     |     |     |     |     |           | 42     |
| =   | Dorian Humeau        |     |     |     |     | 9   | 8   |     |     |     |     |           | 42     |
| 18  | Adrián Agote         |     |     | 7   | 11  |     |     |     |     |     |     |           | 40     |
| 19  | Gabriel Alonso       | 11  | 8   |     |     |     |     |     |     |     |     |           | 38     |
| 20  | Nico Abella          | 4   | Ret |     |     |     |     |     |     |     |     |           | 33     |
| 21  | Quentin Buret        |     |     | 11  | 12  |     |     |     |     |     |     |           | 30     |

| Leyenda: | 1.º | 2.º | 3.º | Pts | SP | NC | Ret | DNQ | DSQ | DNS | PO | WD | C |  | DNP | INJ | EX |  | Neg | Cur | † |